# زمالة شلل الأطفال البريطانية
جمعية شلل الأطفال البريطانية هي منظمة خيرية تدعم وتمكّن الأشخاص في المملكة المتحدة الذين يعيشون مع الآثار المتأخرة لشلل الأطفال ومتلازمة ما بعد شلل الأطفال. وتوفر المعلومات والرعاية والدعم للمصابين، لتمكينهم من العيش حياة كاملة ومستقلة ومندمجة، وتسعى لرفع مستوى الوعي بمتلازمة ما بعد شلل الأطفال.

## الغاية
تهدف الجمعية إلى تمكين ودعم جميع الأشخاص في المملكة المتحدة الذين يعيشون مع آثار شلل الأطفال ومتلازمة ما بعد شلل الأطفال، من خلال توفير المعلومات والرعاية والدعم لتمكينهم من عيش حياة كاملة ومستقلة ومندمجة؛ ومن خلال دعم هيكل الفروع والمجموعات الإقليمية الذي يُتيح تقديم الدعم المتبادل بين الأعضاء في بيئة مليئة بالعناية والشمولية؛ ومن خلال تطوير تحالفات عالمية مع مجموعات أخرى معنية بشلل الأطفال ومتلازمة ما بعد شلل الأطفال. كما تهدف الجمعية إلى أن تكون المصدر الأول للمعلومات حول شلل الأطفال ومتلازمة ما بعد شلل الأطفال.

## الأنشطة
هي منظمة عضوية لها فروع ومجموعات في مختلف أنحاء المملكة المتحدة. تنشر مجلة فصلية تُعرف باسم النشرة، وتقوم بحملات لرفع مستوى الوعي بمتلازمة ما بعد شلل الأطفال لدى المهنيين الصحيين وأعضاء البرلمان والجمهور العام، وتدعم جهود منظمات شلل الأطفال الأخرى في مساعيها للقضاء على المرض على مستوى العالم.

## التاريخ
تأسست جمعية شلل الأطفال البريطانية، التي كانت تُعرف حينها باسم جمعية الشلل الطفلي، في 29 كانون الثاني 1939، على يد باتريشيا كاري التي أُصيبت بشلل الأطفال في سن الثامنة، وفريدريك مورينا الذي أُصيب بالمرض في سن الثانية والأربعين، كمجتمع للمساعدة الذاتية والدعم المتبادل لأولئك المتأثرين بالمرض. وقد عُقد اجتماع في كانون الثاني 1938 في بلومزبري، لندن، حضره ثلاثون شخصًا، وشكّل هذا الاجتماع الأساس لتأسيس الجمعية في العام التالي. نُشر أول عدد من نشرة الجمعية في نيسان 1939. وفي 18 أيار 1939، نُشرت رسالة من هيو مولتون، السياسي الليبرالي، تُعلن للناس عن تأسيس جمعية الشلل الطفلي التي "تسعى لمساعدة المصابين على مساعدة أنفسهم وتوفير الدعم والمواساة المتبادلة بينهم". وأضافت الرسالة أن الهدف الرئيسي للجمعية هو مساعدة الأعضاء في العثور على عمل، مشيرة إلى وجود ما بين 5000 و7000 شخص يعانون من الآثار المتأخرة للشلل الطفلي في بريطانيا في ذلك الوقت.
ومع مرور الوقت، تغيّر تركيز عمل الجمعية بسبب القضاء على شلل الأطفال في المملكة المتحدة خلال ثمانينيات القرن العشرين، واكتشاف متلازمة ما بعد شلل الأطفال، وأصبح عمل الجمعية منصبًا على دعم المصابين بهذه المتلازمة.

## الرعاة
- مايكل كاسيدي.
- البارونة فوكس من بليموث.
- جوليان بي هاريس.
- الدكتور روبن لوف.
- البروفيسور ستيف ستورمان.
- جوناثان كافنديش.
- ريتشارد سكودامور.
- مارك إشروود.
- الدكتورة روزاليند مايلز.
- روبين أسكويث.

## السفراء
- جوليا روبرتس (مقدمة على قناة كيو في سي)
- آن وافولا سترايك
- البروفيسور غاريث ويليامز
- هاميش تومسون
- جوليا روبرتس

## روابط خارجية
- موقع زمالة شلل الأطفال البريطانية
- تاريخ زمالة شلل الأطفال البريطانية 1939 - 2022